# Bochum-Nord
Der Stadtbezirk Bochum-Nord ist einer von sechs Stadtbezirken der Stadt Bochum. Zu ihm zählen die Stadtteile Bergen/Hiltrop (mit Bergen, Hiltrop), Gerthe, Harpen/Rosenberg (mit Harpen, Rosenberg), Kornharpen/Voede-Abzweig (mit Kornharpen, Voede-Abzweig). Auf einer Fläche von 18,82 km² lebten 36.474 Einwohner (31. Dezember 2015).
Die Liste der Baudenkmäler im Stadtbezirk Bochum-Nord umfasst 48 Objekte.